# جزيرة هيلين
جزيرة هيلين (بالإنجليزية: Helen Island)‏ هي جزيرة غير مأهولة في نونافوت، كندا. وتقع في جانب «منطقة كيتيكميوت» من خليج بوتيا.و تقع غرب شبه جزيرة سيمبسون في البر الرئيسي، بين خليج بيلي وخليج الدخول.